# 13264 Abdelhaq
13264 Abdelhaq è un asteroide della fascia principale. Scoperto nel 1998, presenta un'orbita caratterizzata da un semiasse maggiore pari a 2,4210095 au e da un'eccentricità di 0,0610247, inclinata di 5,68708° rispetto all'eclittica.